# Phūlpur (ort i Indien, Āzamgarh)
Phūlpur är en ort i Indien.   Den ligger i distriktet Āzamgarh och delstaten Uttar Pradesh, i den centrala delen av landet, 600 km sydost om huvudstaden New Delhi. Phūlpur ligger 89 meter över havet och antalet invånare är 8 893.
Terrängen runt Phūlpur är mycket platt. Runt Phūlpur är det mycket tätbefolkat, med 1 095 invånare per kvadratkilometer. Närmaste större samhälle är Shāhganj, 19,4 km väster om Phūlpur. Trakten runt Phūlpur består till största delen av jordbruksmark.